# در زمانه پروانه‌ها (فیلم)
در زمانه پروانه‌ها (انگلیسی: In the Time of the Butterflies) فیلمی است که در سال ۲۰۰۱ منتشر شد. از بازیگران آن می‌توان به سلما هایک، ادوارد جیمز آلموس، دمیان بیچیر و پدرو آرماندریاز جونیور اشاره کرد. این فیلم بر اساس کتابی به همین نام نوشته خولیا آلوارز ساخته شده‌است. فیلم درباره خواهران میرابال فعالان انقلاب دومینکن است که با دیکتاتوری رافائل تروژیلو مخالف بودند و در ۲۵ نوامبر ۱۹۶۰ کشته شدند.

## داستان
فیلم داستان خانواده میرابال را از خلال خاطرات چهار خواهر از ظهور تا سقوط ترخیو دیکتاتور دومینیکن را روایت می‌کند که سه تن از آن‌ها در راه هدفی کشته می‌شوند و یکی باقی می‌ماند تا برای همیشه با سایه‌های قهرمانان زندگی کند.